# 双突海波蛛
双突海波蛛（学名：Hypomma bituberculatum）为皿蛛科海波蛛属的动物。分布于古北区以及中国大陆的吉林等地。